# Вологдин, Иван Васильевич
Иван Васильевич Вологдин (13 (25) февраля 1842 года — 31 января (12 февраля) 1895 года) — краевед и земский работник Пермской губернии.

## Биография
Родился 14 февраля 1842 года (согласно церковной метрике) в Очёрском заводе (ныне — город Очёр) Оханского уезда Пермской губернии в семье крепостного служителя Строгановых В. Я. Вологдина.
В 1856 году окончил заводское училище, потом получал образование самостоятельно. Большое влияние на формирование его интересов оказал учитель Фёдор Афанасьевич Прядильщиков, живший тогда в Очёре. Работал у Строгановых в Очёрской заводской конторе. Потом обратился к земской деятельности: был гласным Оханского уездного земского собрания, членом Пермской губернской земской управы (c 1877 года). Входил в состав Пермской губернской учёной архивной комиссии и других научно-просветительских обществ. Опубликовал ряд статей по истории и этнографии Пермского края в основном в газете «Пермские губернские ведомости».
Скончался в Перми 31 января 1895 года.

## Публикации
- Материалы для истории Пермского майоратного имения графов Строгановых. // Пермский край. Т.2. 1893;
- Жизнь крепостных людей графов Строгановых в Оханском уезде Пермской губернии. // Пермский край. Т.3. 1895.